# Our Man in Havana (film)
Our man in Havana is een Britse filmkomedie uit 1959 onder regie van Carol Reed. Het scenario is gebaseerd op de gelijknamige roman uit 1958 van de Britse auteur Graham Greene.

## Verhaal
Jim Wormold is een Brits handelaar in stofzuigers in Havana. Hij wordt tegen heug en meug benoemd tot geheim agent voor de Britse Geheime Dienst. Hiervoor is hij totaal ongeschikt, maar hij moet wel sub-agenten werven. Hij doet daarom alsof hij agenten rekruteert en geheime netwerken blootlegt. Een complicatie is wel dat zijn zeventienjarige dochter Milly nogal op erg goede voet staat met de gehate leider van de politie, kapitein Segura. Het wordt almaar lastiger om de schijn op te houden.

## Rolverdeling
| Acteur            | Personage         |
| ----------------- | ----------------- |
| Alec Guinness     | Jim Wormold       |
| Burl Ives         | Dr. Hasselbacher  |
| Maureen O'Hara    | Beatrice Severn   |
| Ernie Kovacs      | Kapitein Segura   |
| Noël Coward       | Hawthorne         |
| Ralph Richardson  | C                 |
| Jo Morrow         | Milly Wormold     |
| Grégoire Aslan    | Cifuentes         |
| Paul Rogers       | Hubert Carter     |
| Raymond Huntley   | Generaal          |
| Ferdy Mayne       | Professor Sanchez |
| Maurice Denham    | Admiraal          |
| Joseph P. Mawra   | Lopez             |
| Duncan Macrae     | MacDougal         |
| Gerik Schjelderup | Svenson           |